# Ford Mercury
Mercury byla značka osobních automobilů střední třídy firmy Ford a také divize této firmy (původně Lincoln-Mercury Division). Značka Mercury vznikla roku 1938 a nesla jméno podle římského boha Merkura. V koncernové strategii zaujímala postavení nad mateřskou značkou Ford a pod luxusními vozy Lincoln; výroba těchto automobilů byla ukončena v roce 2011. Vozy Mercury se prodávaly především v Severní Americe a v některých arabských a východoafrických státech.

## Modely

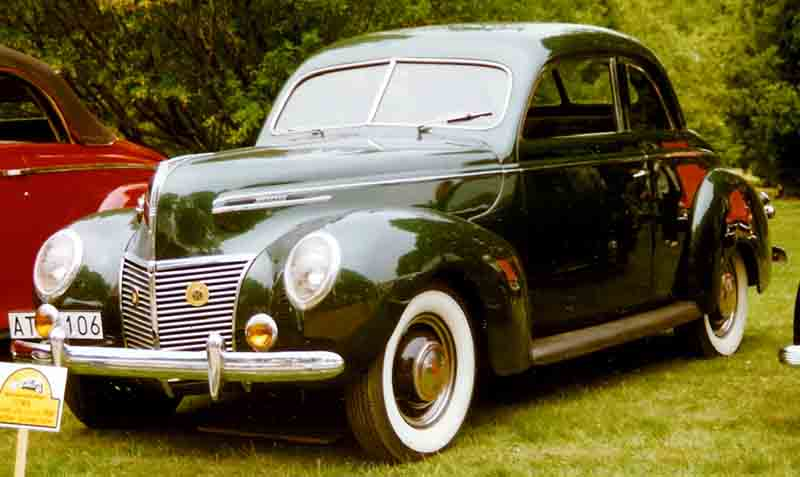
Mercury Sedan Coupé (1939)

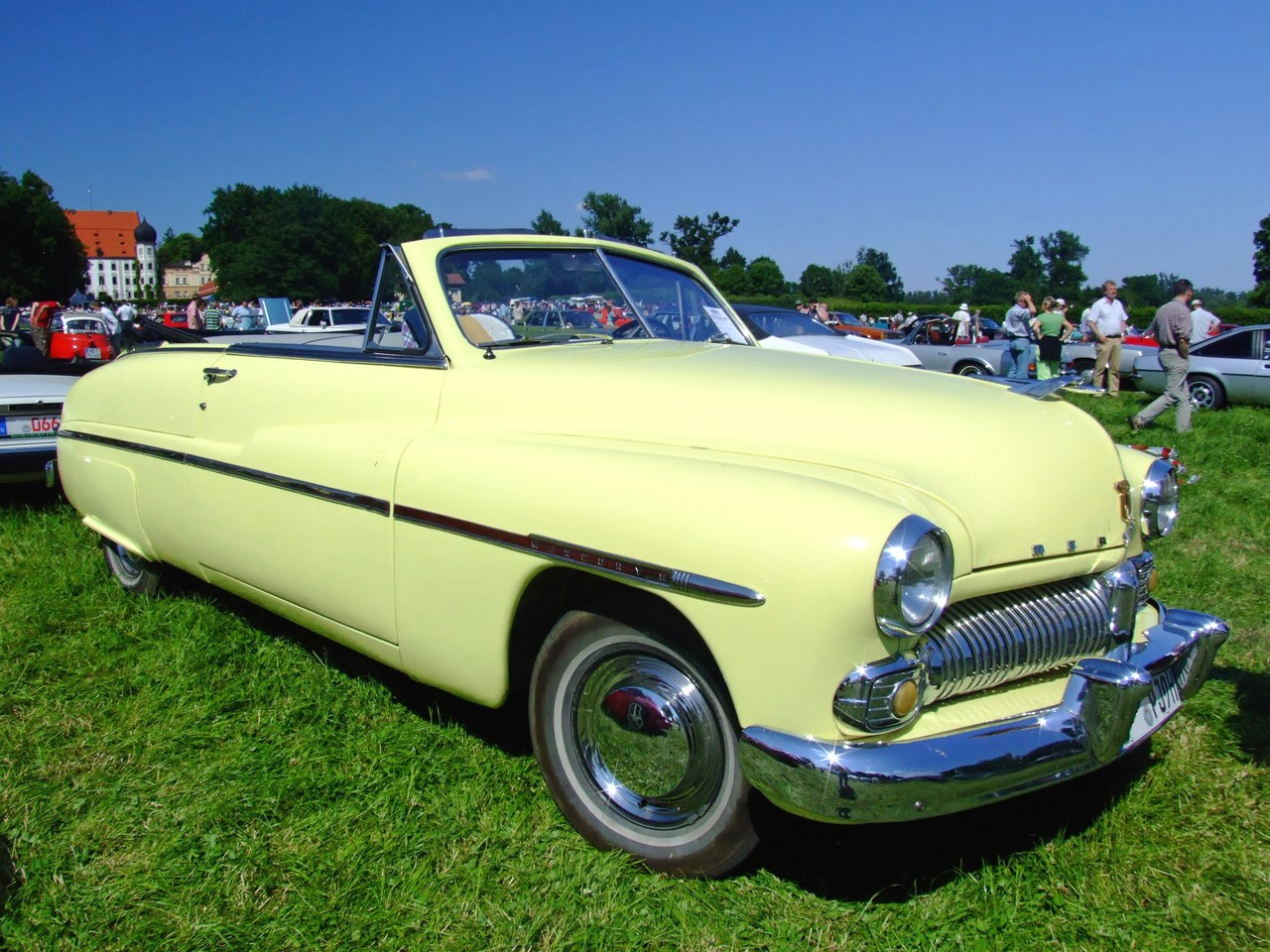
Mercury 8 Convertible (1950)

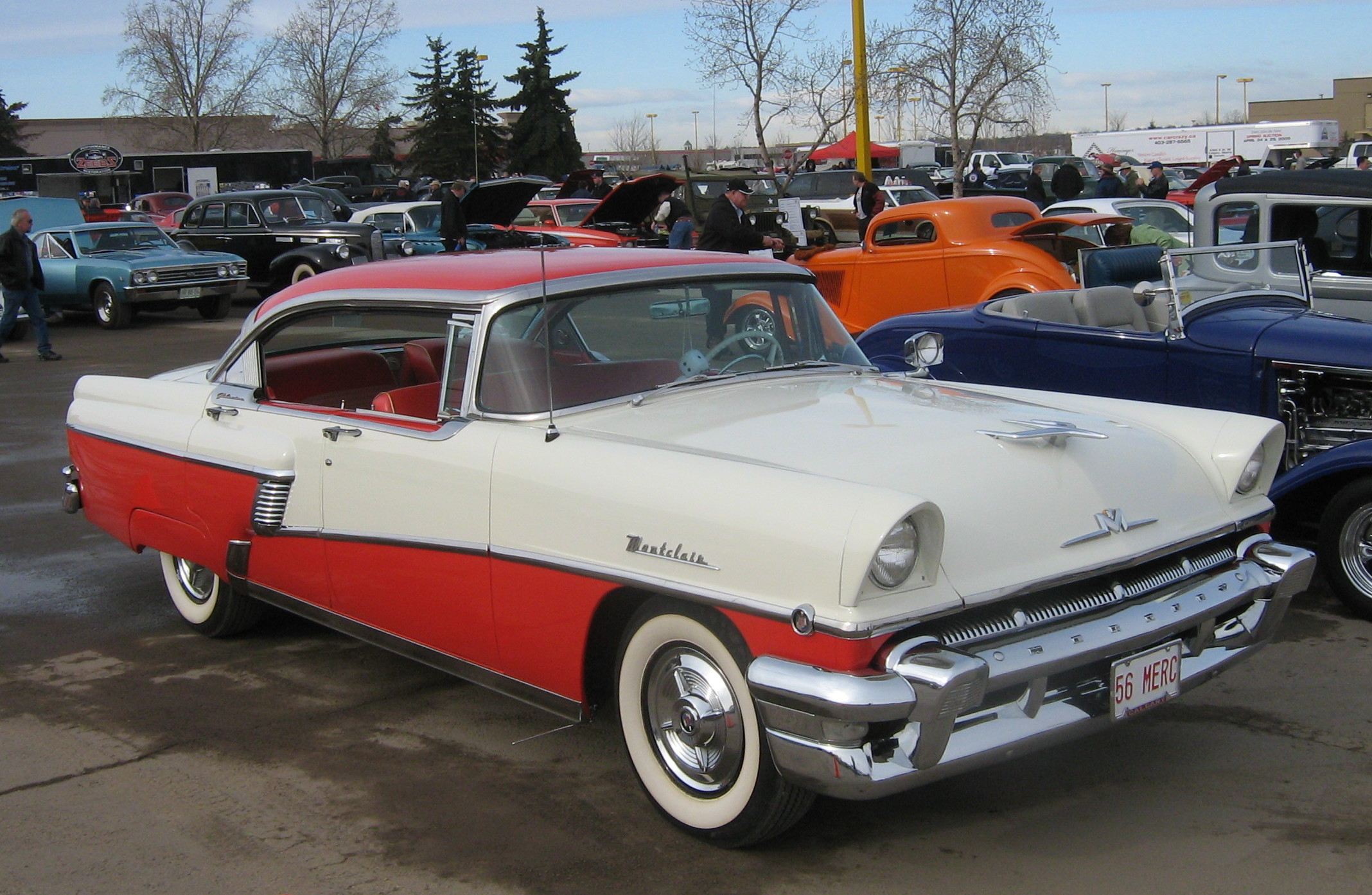
Mercury Montclair (1956)

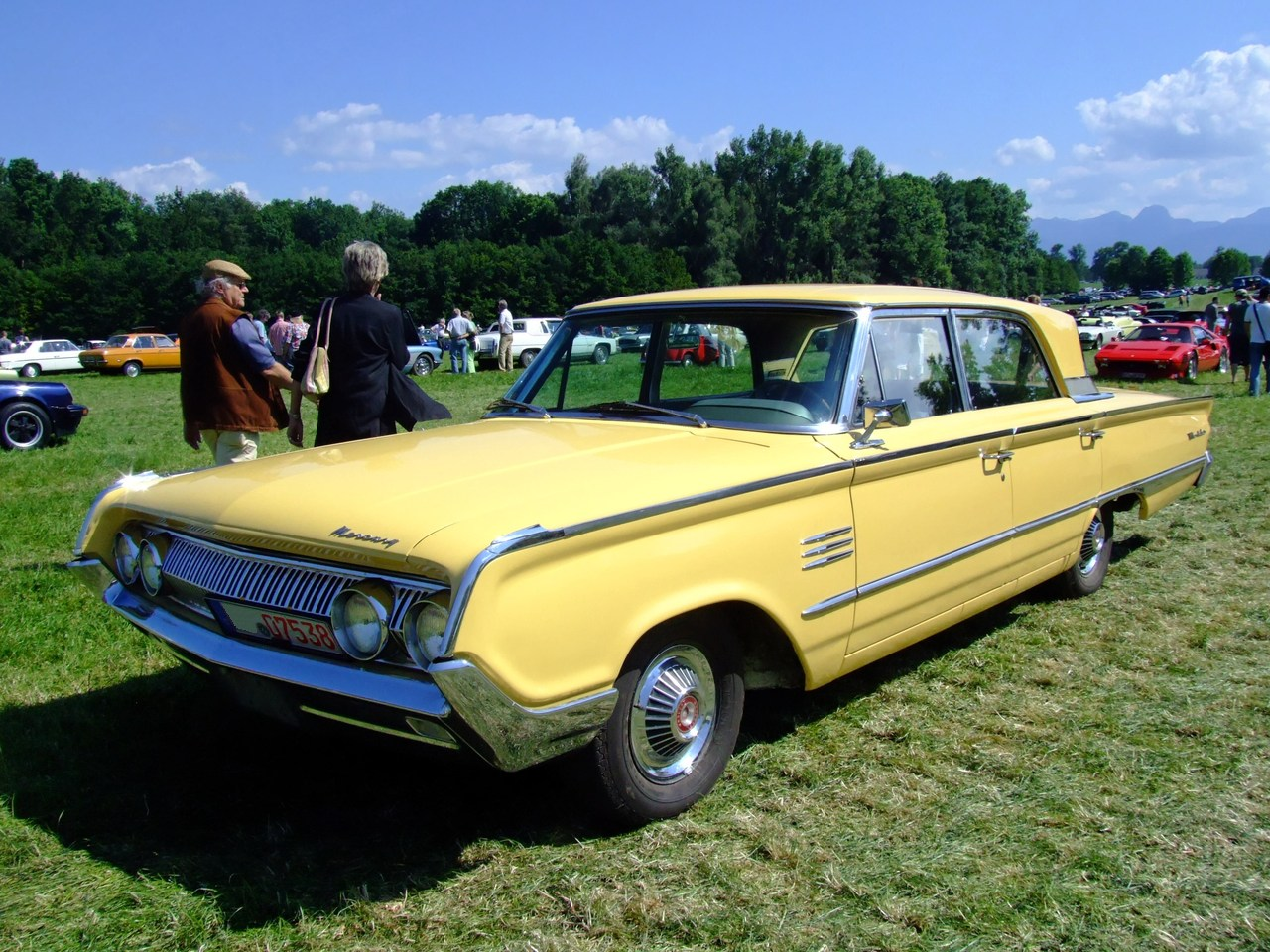
Mercury Montclair (1964)

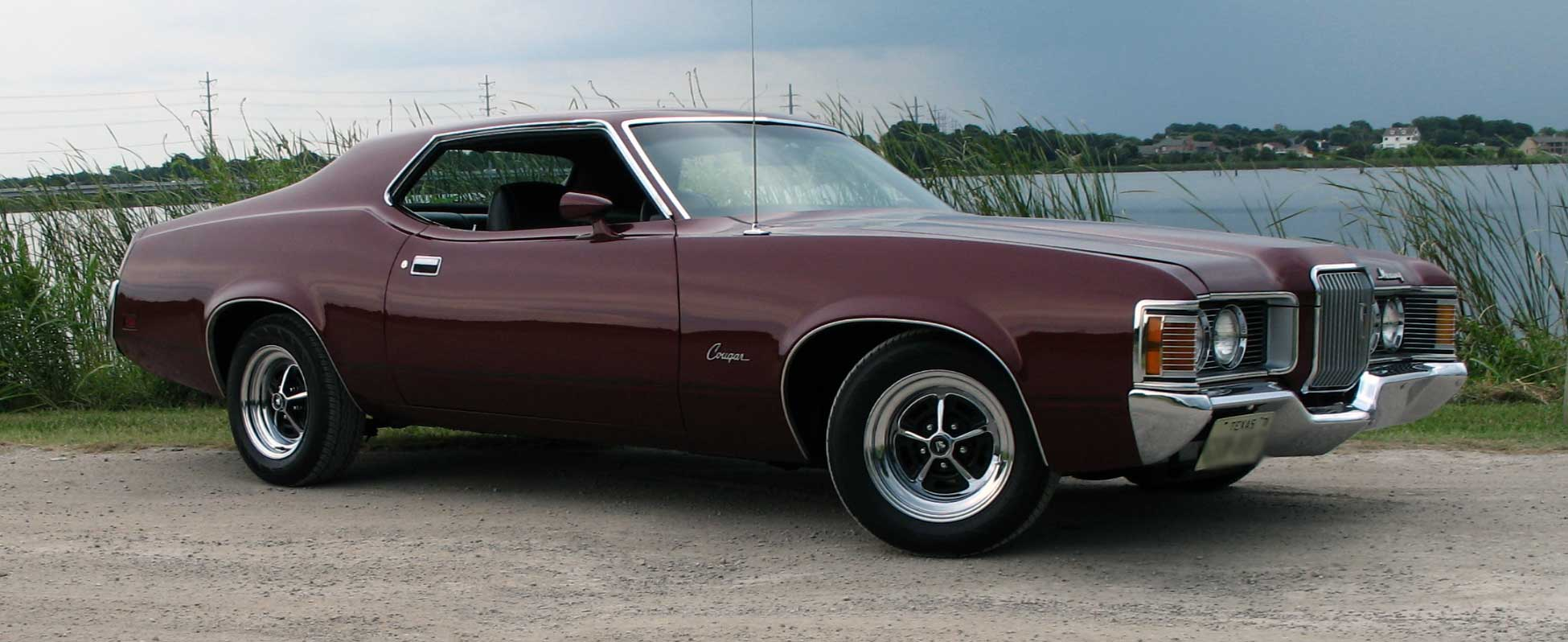
Mercury Cougar (1971)

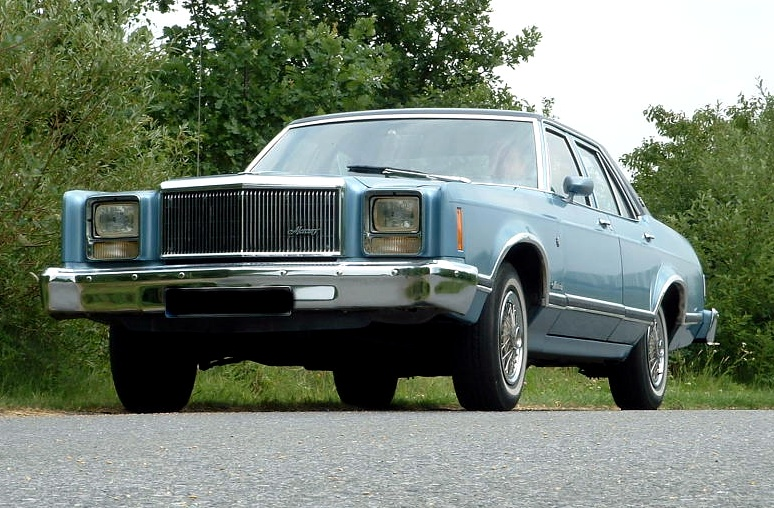
Mercury Monarch (1978)

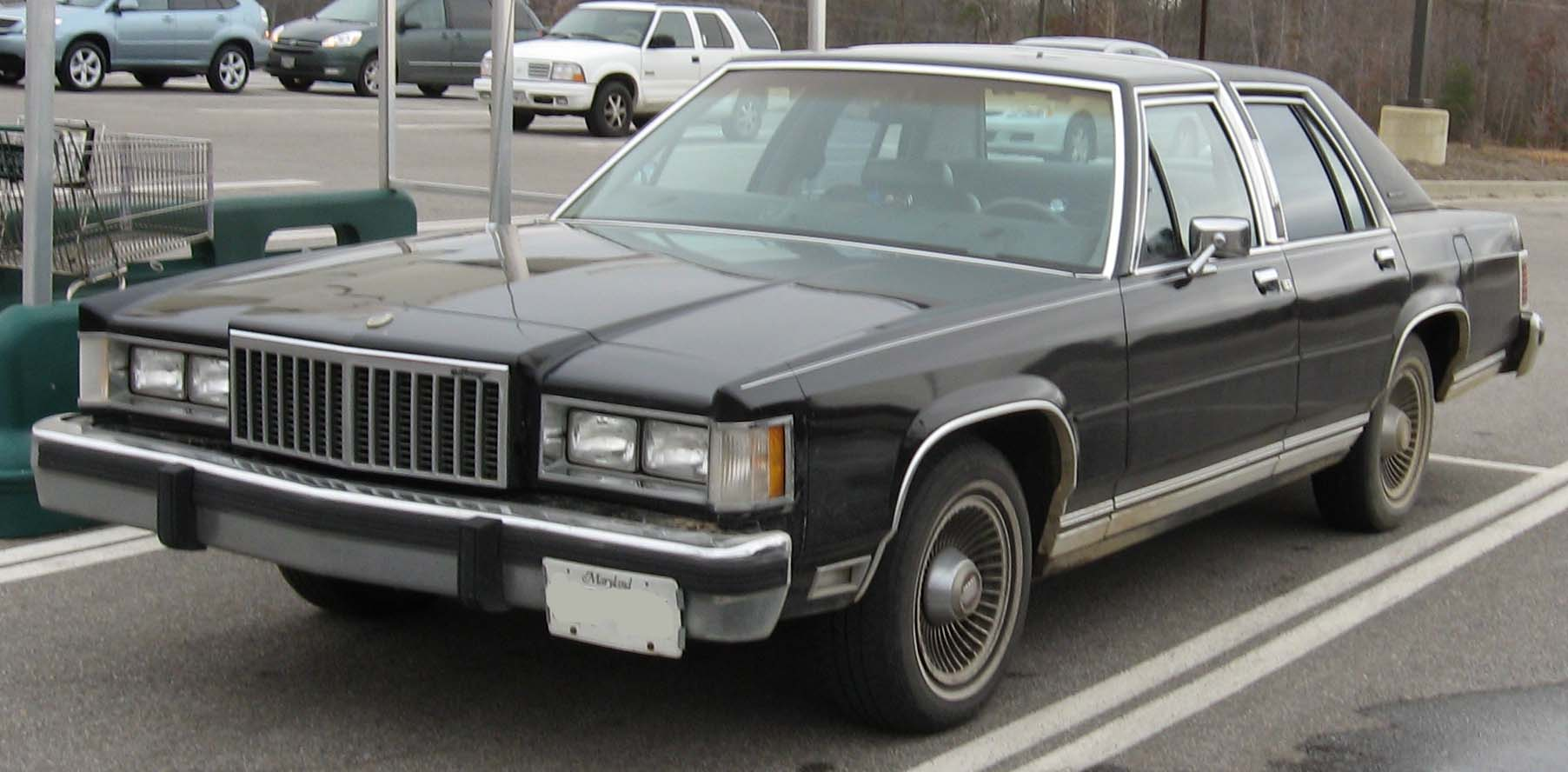
Mercury Grand Marquis (1985)

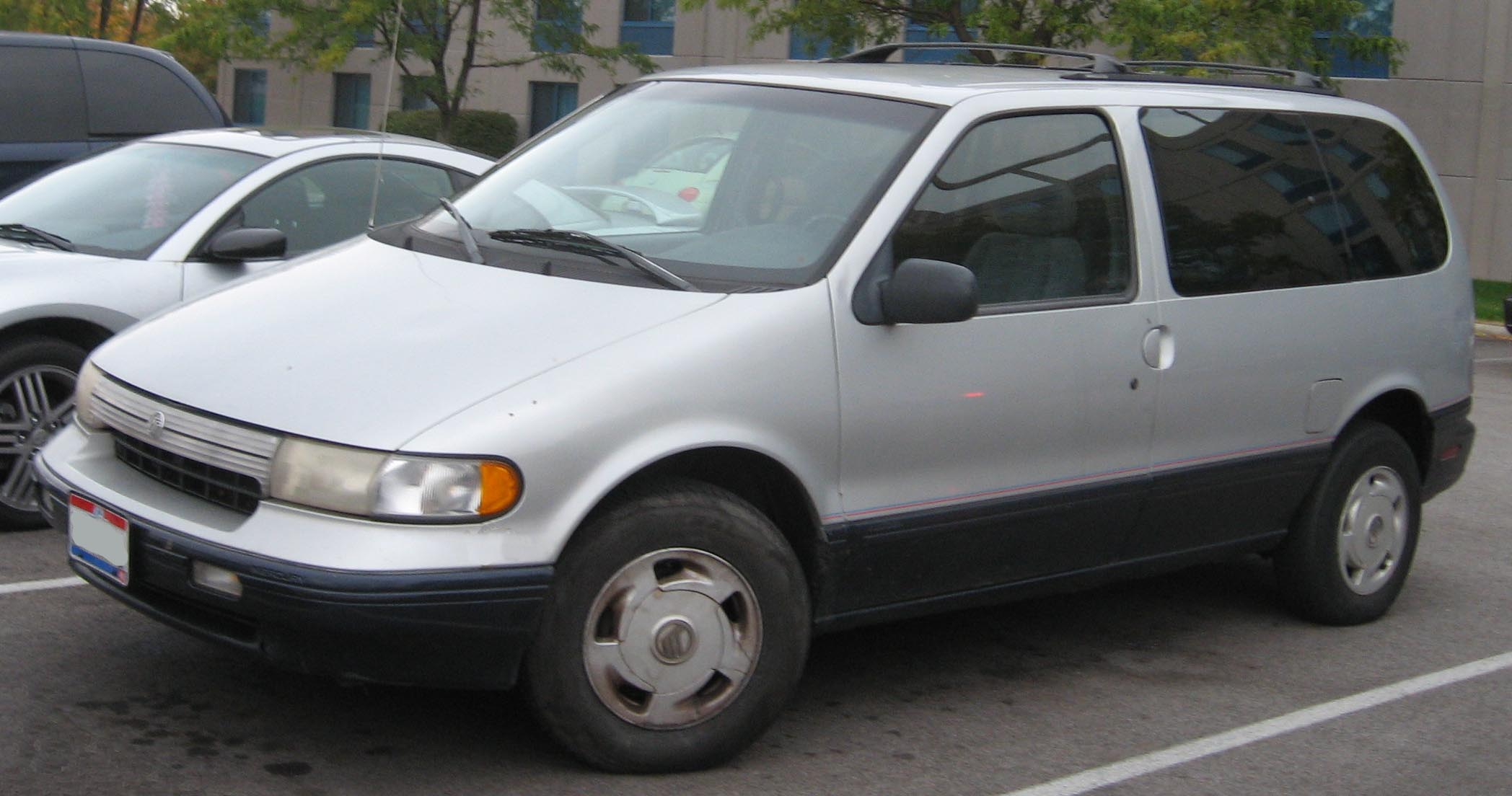
Mercury Villager (1993)

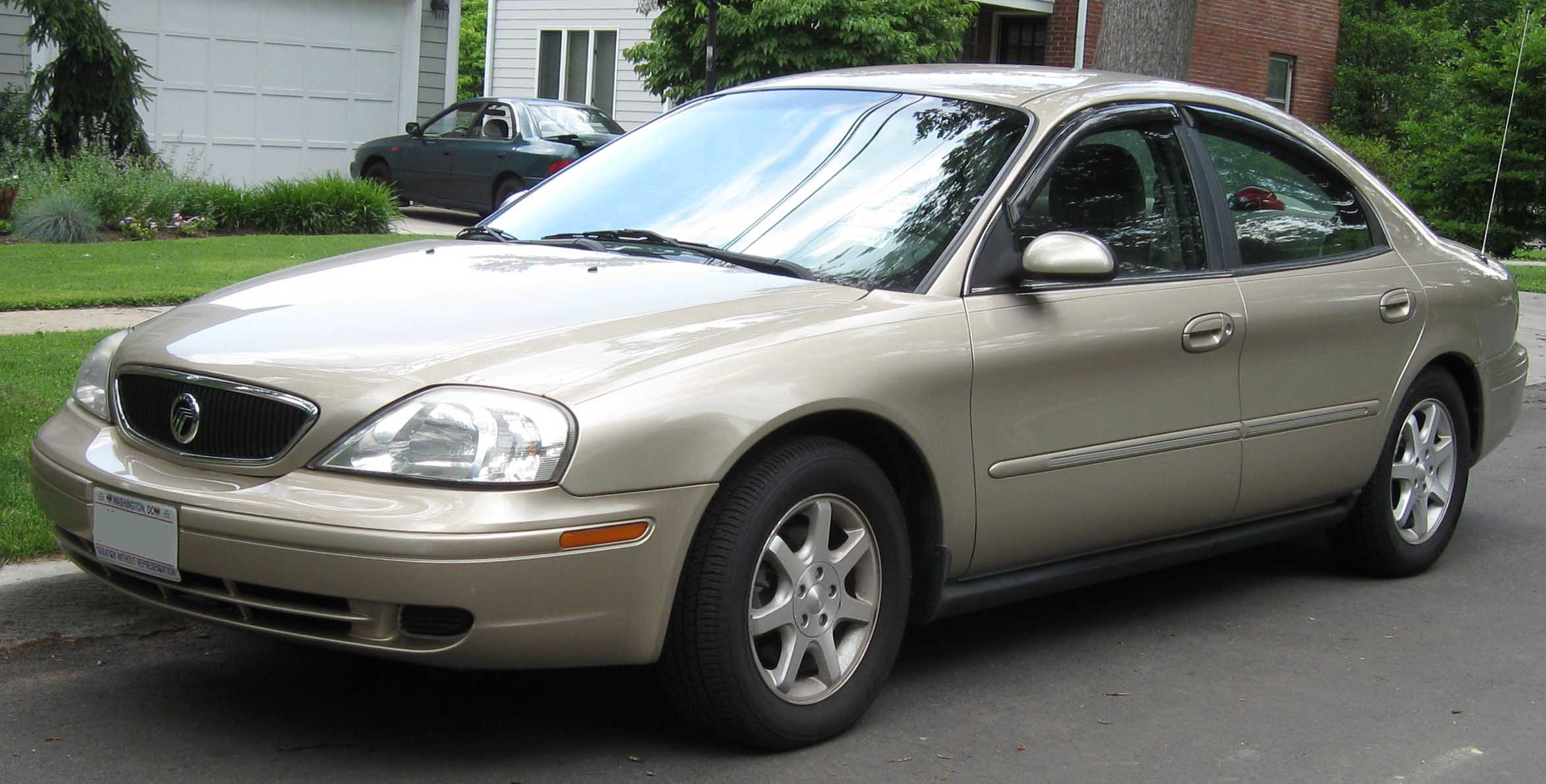
Mercury Sable (1999)

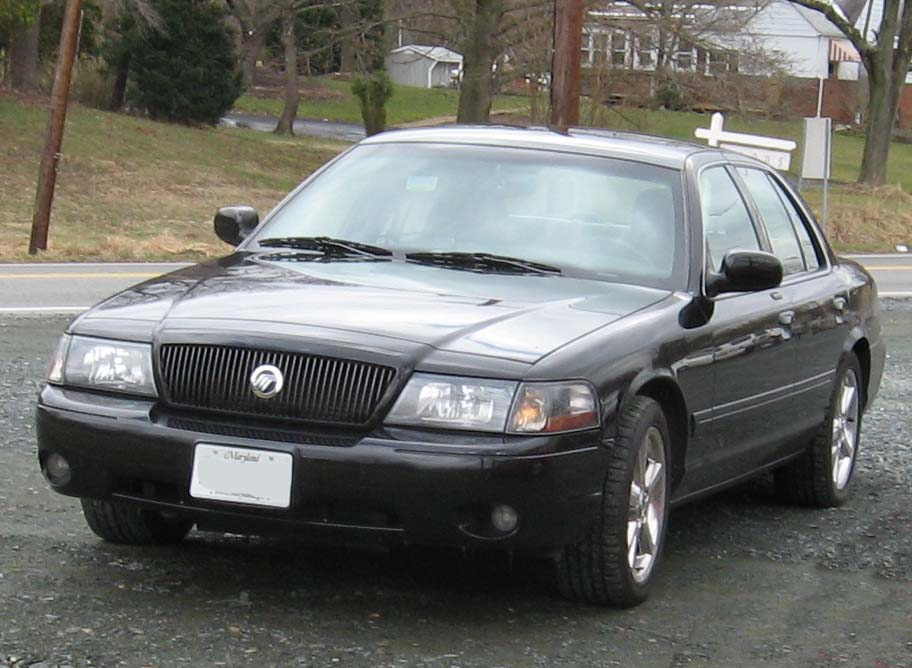
Mercury Marauder (2004)

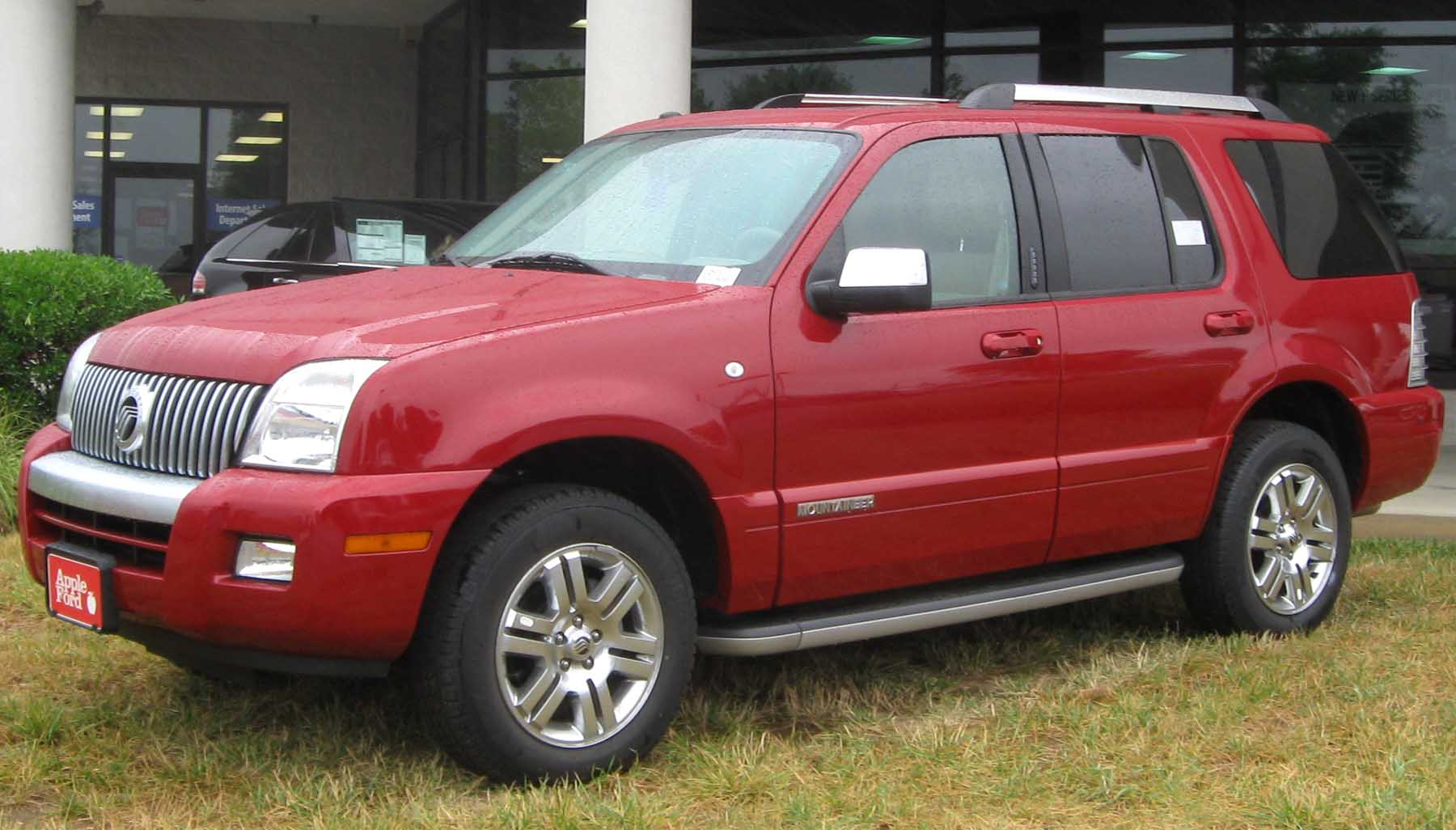
Mercury Mountaineer (2010)

| Rok  | Model (USA)                                                                                     |
| ---- | ----------------------------------------------------------------------------------------------- |
| 1939 | Mercury                                                                                         |
| 1940 | Mercury                                                                                         |
| 1941 | Mercury                                                                                         |
| 1942 | Mercury                                                                                         |
| 1943 | výroba pozastavena                                                                              |
| 1944 | výroba pozastavena                                                                              |
| 1945 | výroba pozastavena                                                                              |
| 1946 | Mercury                                                                                         |
| 1947 | Mercury                                                                                         |
| 1948 | Mercury                                                                                         |
| 1949 | Mercury                                                                                         |
| 1950 | Mercury                                                                                         |
| 1951 | Mercury                                                                                         |
| 1952 | Custom, Monterey                                                                                |
| 1953 | Custom, Monterey                                                                                |
| 1954 | Custom, Monterey                                                                                |
| 1955 | Custom, Montclair, Monterey                                                                     |
| 1956 | Custom, Medalist, Montclair, Monterey                                                           |
| 1957 | Montclair, Monterey, Station Wagon, Turnpike Cruiser                                            |
| 1958 | Medalist, Montclair, Monterey, Park Lane, Station Wagon                                         |
| 1959 | Country Cruiser, Montclair, Monterey, Park Lane                                                 |
| 1960 | Comet, Country Cruiser, Montclair, Monterey, Park Lane                                          |
| 1961 | Comet, Meteor, Monterey, Station Wagon                                                          |
| 1962 | Comet, Meteor, Monterey                                                                         |
| 1963 | Comet, Meteor, Monterey                                                                         |
| 1964 | Caliente, Comet, Cyclone, Montclair, Monterey, Park Lane, Station Wagon                         |
| 1965 | Caliente, Comet, Cyclone, Montclair, Monterey, Park Lane, Station Wagon                         |
| 1966 | Caliente, Capri, Comet, Cyclone, Montclair, Monterey, Park Lane, Station Wagon                  |
| 1967 | Caliente, Capri, Comet, Cougar, Cyclone, Marquis, Montclair, Monterey, Park Lane, Station Wagon |
| 1968 | Comet, Cougar, Cyclone, Montclair, Montego, Monterey, Park Lane, Station Wagon                  |
| 1969 | Comet, Cougar, Cyclone, Marauder, Marquis, Montego, Monterey                                    |
| 1970 | Comet, Cougar, Cyclone, Marauder, Marquis, Montego, Monterey                                    |
| 1971 | Capri, Comet, Cougar, Cyclone, Marquis, Montego, Monterey                                       |
| 1972 | Comet, Cougar, Marquis, Montego, Monterey                                                       |
| 1973 | Comet, Cougar, Montego, Monterey                                                                |
| 1974 | Comet, Cougar, Marquis, Montego, Monterey                                                       |
| 1975 | Bobcat, Comet, Cougar, Grand Marquis, Marquis, Monarch, Montego                                 |
| 1976 | Bobcat, Comet, Cougar, Grand Marquis, Marquis, Monarch, Montego                                 |
| 1977 | Bobcat, Comet, Cougar, Grand Marquis, Marquis, Monarch                                          |
| 1978 | Bobcat, Cougar, Grand Marquis, Marquis, Monarch, Zephyr                                         |
| 1979 | Bobcat, Capri, Cougar, Grand Marquis, Marquis, Monarch, Zephyr                                  |
| 1980 | Bobcat, Capri, Cougar, Grand Marquis, Marquis, Monarch, Zephyr                                  |
| 1981 | Capri, Cougar, Grand Marquis, Lynx, Marquis, Zephyr                                             |
| 1982 | Capri, Cougar, Grand Marquis, LN7, Lynx, Marquis, Zephyr                                        |
| 1983 | Capri, Cougar, Grand Marquis, LN7, Lynx, Marquis, Zephyr                                        |
| 1984 | Capri, Cougar, Grand Marquis, Lynx, Marquis, Topaz                                              |
| 1985 | Capri, Cougar, Grand Marquis, Lynx, Marquis, Topaz                                              |
| 1986 | Capri, Cougar, Grand Marquis, Lynx, Marquis, Sable, Topaz                                       |
| 1987 | Cougar, Grand Marquis, Lynx, Sable, Topaz                                                       |
| 1988 | Cougar, Grand Marquis, Sable, Topaz                                                             |
| 1989 | Cougar, Grand Marquis, Sable, Topaz                                                             |
| 1990 | Cougar, Grand Marquis, Sable, Topaz                                                             |
| 1991 | Cougar, Grand Marquis, Sable, Topaz                                                             |
| 1992 | Cougar, Grand Marquis, Sable, Topaz, Villager                                                   |
| 1993 | Cougar, Grand Marquis, Sable, Topaz, Villager                                                   |
| 1994 | Cougar, Grand Marquis, Sable, Topaz, Villager                                                   |
| 1995 | Cougar, Grand Marquis, Mystique, Sable, Villager                                                |
| 1996 | Cougar, Grand Marquis, Mountaineer, Mystique, Sable, Villager                                   |
| 1997 | Cougar, Grand Marquis, Mountaineer, Mystique, Sable, Tracer, Villager                           |
| 1998 | Grand Marquis, Mountaineer, Mystique, Sable, Tracer, Villager                                   |
| 1999 | Grand Marquis, Mountaineer, Mystique, Sable, Tracer, Villager                                   |
| 2000 | Grand Marquis, Mountaineer, Mystique, Sable, Villager                                           |
| 2001 | Grand Marquis, Mountaineer, Sable, Villager                                                     |
| 2002 | Grand Marquis, Mountaineer, Sable, Villager                                                     |
| 2003 | Grand Marquis, Marauder, Mountaineer, Sable                                                     |
| 2004 | Grand Marquis, Marauder, Monterey, Mountaineer, Sable                                           |
| 2005 | Grand Marquis, Mariner, Milan, Montego, Monterey, Mountaineer                                   |
| 2006 | Grand Marquis, Mariner, Milan, Montego, Monterey, Mountaineer                                   |
| 2007 | Grand Marquis, Mariner, Milan, Montego, Mountaineer                                             |
| 2008 | Grand Marquis, Mariner, Milan, Mountaineer, Sable                                               |
| 2009 | Grand Marquis, Mariner, Milan, Mountaineer, Sable                                               |
| 2010 | Grand Marquis, Mariner, Milan, Mountaineer                                                      |
| 2011 | Mariner, Milan                                                                                  |